# Angilberto II
Angilberto II (forse in Francia, ... – Milano, 13 dicembre 859) è stato un arcivescovo franco, a capo dell'arcidiocesi di Milano dal 27 o 28 giugno 824 alla sua morte. Successe ad Angilberto I.

## Biografia
Angilberto era sicuramente franco, ma non si conosce la famiglia di origine. L'appartenenza alla famiglia milanese dei da Pusterla è un dettaglio tradizionale posteriore. Come il predecessore Anselmo I, che aveva consigliato a Bernardo d'Italia di ribellarsi nell'817, Angilberto consigliò al re d'Italia, a quel tempo Lotario I, di ribellarsi al governo imperiale nell'833. Nell'837 fece da intermediario tra Lotario e Ludovico il Pio.
Nell'842 Angilberto aiutò Ramperto, vescovo di Brescia, nella fondazione del monastero dei Santi Faustino e Giovita facendo venire dalla Francia ed inviandogli l'abate Leudgario e il monaco Ildemaro. Ne ratificò poi la fondazione in un sinodo provinciale.
Nell'844 e nuovamente nel maggio 859, dopo che Lotario aveva ottenuto il titolo di imperatore, Anselmo fu nominato missus dominicus per la sua provincia ecclesiastica. Chiamò a Milano degli ecclesiastici franchi impegnati nella riforma dei monasteri e nella promozione culturale.
Negli anni successivi, fu a Roma per l'incoronazione di Ludovico II a rex Langobardorum il 15 giugno. Tornò ancora nell'aprile dell'850 per l'incoronazione imperiale di Ludovico. Nello stesso anno, presenziò ad un sinodo riformatore nella città di Pavia dove venne resa nota un'inchiesta - sollecitata da Ludovico II - sulle condizioni del clero, della popolazione e sul rapporto tra le istituzioni ecclesiastiche e quelle regie. 
Con il suo sostegno a Ludovico II, condizionò la politica imperiale in Italia sia a vantaggio della diocesi di Milano (che assunse un ruolo preminente nello scenario ecclesiastico dell'epoca) che della componente sociale longobarda. In questo contesto, influenzò probabilmente anche la nomina di un suo successore, Ansperto, che fu arcivescovo dall'868 all'881, sostenendo la sua causa presso l'imperatore, nell'857, quando costui era ancora un semplice diacono.
Donò alla basilica di Sant'Ambrogio l'altare d'oro ad esaltazione della città di Milano (ma sottolineando anche, nell'iconografia, lo stretto rapporto tra Milano e il Regno Franco: non manca, infatti, la raffigurazione dei funerali di san Martino di Tours, patrono dei Franchi, ai quali Ambrogio avrebbe partecipato). Durante il suo episcopato incominciarono importanti donazioni da parte di grandi personaggi franchi o alemanni, giunti in Italia settentrionale per tenere sotto controllo i Longobardi ormai sconfitti, al monastero di Sant'Ambrogio.
Morì il 13 dicembre 859 e fu sepolto nella Basilica di San Nazaro in Brolo.